# Райан, Кейтлин
Кейтлин Райан (англ. Caitlin Ryan; род. 23 августа 1981 года, Мельбурн, штат Виктория, Австралия) — австралийская профессиональная баскетболистка, которая выступала в женской национальной баскетбольной лиге (ЖНБЛ). Играла на позиции атакующего защитника. Двукратная чемпионка женской НБЛ (2004, 2005). Лучший новичок женской НБЛ (1999).

## Ранние годы
Кейтлин Райан родилась 23 августа 1981 года в городе Мельбурн (штат Виктория).